# Zarițk (Malîi Șpakiv), Rivne
Zarițk (în ucraineană Заріцьк) este un sat în comuna Malîi Șpakiv din raionul Rivne, regiunea Rivne, Ucraina.

## Demografie
Componența lingvistică a localității Zarițk
     Ucraineană (98,67%)
     Alte limbi (0,53%)
Conform recensământului din 2001, majoritatea populației localității Zarițk era vorbitoare de ucraineană (98,67%), existând în minoritate și vorbitori de alte limbi.